# Glándulas de Skene
Las glándulas uretrales, también llamadas glándulas de Skene, glándulas parauretrales, próstata femenina y glándulas menores, son dos glándulas ramificadas, a ambos lados de la vagina, que desembocan en el vestíbulo.

## Ubicación

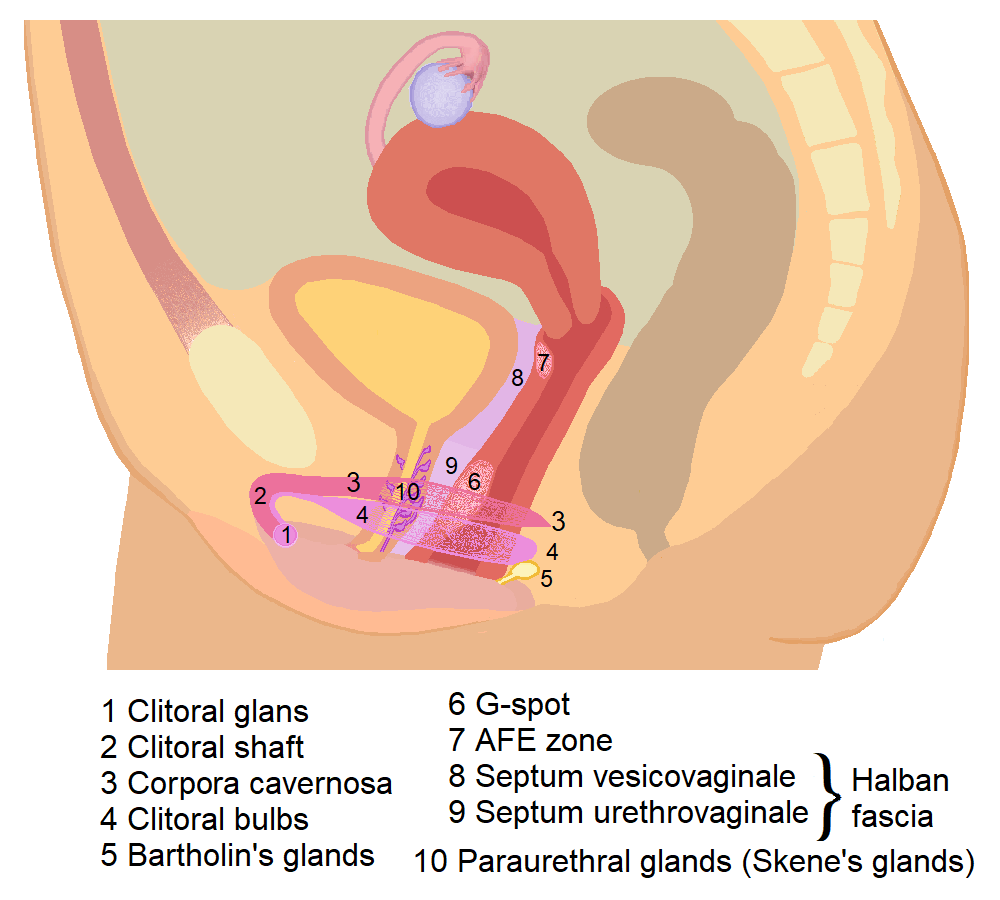
Los genitales humanos femeninos con lo que algunos autores llaman próstata femenina (término controvertido) y punto G. Fuente para las letras de las glándulas parauretrales.

Se localizan alrededor de la uretra. Desembocan al interior de la vulva, a ambos lados y un poco más abajo del orificio externo de la uretra. Se encuentran, con relación a ésta, a muy parecida distancia y situación que las  glándulas de Bartolino respecto de la abertura vaginal.

## Fisiología y funciones
Las glándulas de Skene son homólogas, en su origen embrionario y sus funciones, a la próstata del varón.
Su secreción contiene creatinina, la enzima fosfatasa ácida prostática, la proteína antígeno prostático específico, glucosa y fructosa. Esta composición sugiere que ayuda a la nutrición de los espermatozoides y, por tanto, a facilitar la fecundación.

## Importancia clínica
Los trastornos de las glándulas de Skene pueden incluir:
- Infección (denominada estenitis, síndrome uretral o prostatitis femenina)[5]
- Quiste del conducto de Skene: revestido por epitelio escamoso estratificado , el quiste es causado por la obstrucción de las glándulas de Skene. Se encuentra lateral al meato urinario . La resonancia magnética (MRI) se utiliza para el diagnóstico.[6] El quiste se trata mediante escisión quirúrgica o marsupialización .
- Tricomoniasis : las glándulas de Skene (junto con otras estructuras) actúan como reservorio de Trichomonas vaginalis , lo que indica que los tratamientos tópicos no son tan efectivos como los medicamentos orales.[7]

## Descubridor
Si bien las glándulas fueron descritas por primera vez en 1672 por Regnier de Graaf y por el cirujano francés Alphonse Guérin (1816–1895), recibieron el nombre del ginecólogo escocés Alexander Skene, quien escribió sobre ellas en la literatura médica occidental en 1880. En 2002, el Comité Federativo Internacional de Terminología Anatómica añadió el término próstata femenina como segundo término después de glándula parauretral en Terminología Histológica. La edición de 2008 señala que el término se introdujo "debido a la importancia morfológica e inmunológica de la estructura".